# Sportanlage Heslibach
Die Sportanlage Heslibach ist ein Fussballstadion mit Leichtathletikanlage in der Schweizer Gemeinde Küsnacht im Kanton Zürich. Der Besitzer und Betreiber der Anlage ist die Gemeinde Küsnacht.

## Geschichte
Die Anlage wurde 1968 erbaut und beheimatet den Fussballclub FC Küsnacht (FCK) und die LGKE (Leichtathletik Gemeinschaft Küsnacht Erlenbach). Im Stadion finden bis zu 2300 Zuschauer Platz, auf 300 Sitzplätzen (bedacht) und 2000 Stehplätzen (unbedacht). Die vierspurige Kunststoffbahn ist 400 Meter lang; die Spielfläche besteht aus Naturrasen. Entworfen wurde die Anlage von Virgilio Muzzulini, Architekt des alten Wankdorf-Stadions. Im Sommer 2019 wurde die Anlage saniert.
Im Sommer 2023 begann die Sanierung der Tribüne der Anlage. Unter anderem müssen die Überdachung und die sanitären Anlagen saniert werden. Zudem steht zur Diskussion, ob die Sitzbänke ersetzt werden müssen.

## Besondere Veranstaltungen
Am 14. September 1969 gastierte der FC Zürich auf dem Heslibach. In der 3. Runde des Schweizer Cup siegte der spätere Turniersieger FCZ 8:1 gegen den FC Küsnacht. 3300 Zuschauer lockte dieses Spiel in die Sportanlage. Im Tor der Zürcher stand der ehemalige Küsnachter und damalige Nationaltorhüter Karl Grob.
Am 16. Oktober 1982 traf der FC Küsnacht im Schweizer Cup auf den amtierenden Schweizermeister Grasshopper Club Zürich. Über 2500 Zuschauer besuchten dieses Spiel. Trainer der Stadtzürcher war der ehemalige Barcelona und Gladbach Übungsleiter Hennes Weisweiler. Der später Double-Sieger GC gewann 3:1. Die Tore für GC erzielten die Schweizer Nationalspieler Sulser und In-Albon sowie der Österreichische Nationalspieler Jara. Der Küsnachter Ehrentreffer zum 1:3 gelang Sanchez.
Am 9. April 2011 fand ein offizielles Länderspiel auf der Sportanlage Heslibach statt. Die Schweizer U-17-Juniorinnen-Fussballnationalmannschaft traf im Zuge der Qualifikation zur U-17-Fussball-Europameisterschaft 2011 auf die walisische U-17-Juniorinnen-Auswahl. Das Spiel endete 1:1 und lockte 450 Zuschauer auf die Sportanlage Heslibach.
Am 15. August 2015 traf der FC Küsnacht in der ersten Runde des Schweizer Cups auf den damaligen Vertreter der Challenge League, den FC Wohlen. Vor 400 Zuschauern gewann der Gastverein mit 9:2.

## Galerie

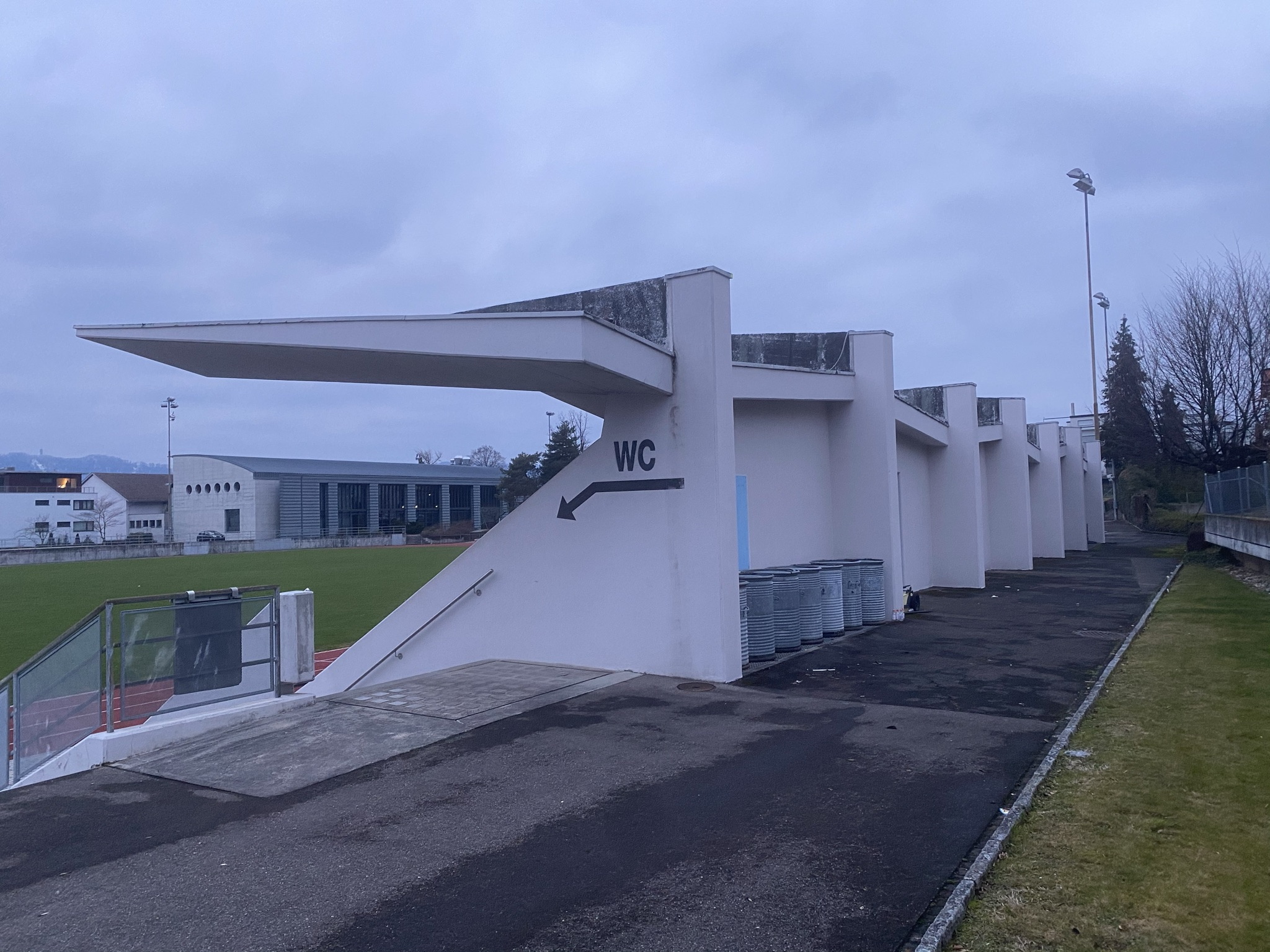
Tribüne von aussen (2021)
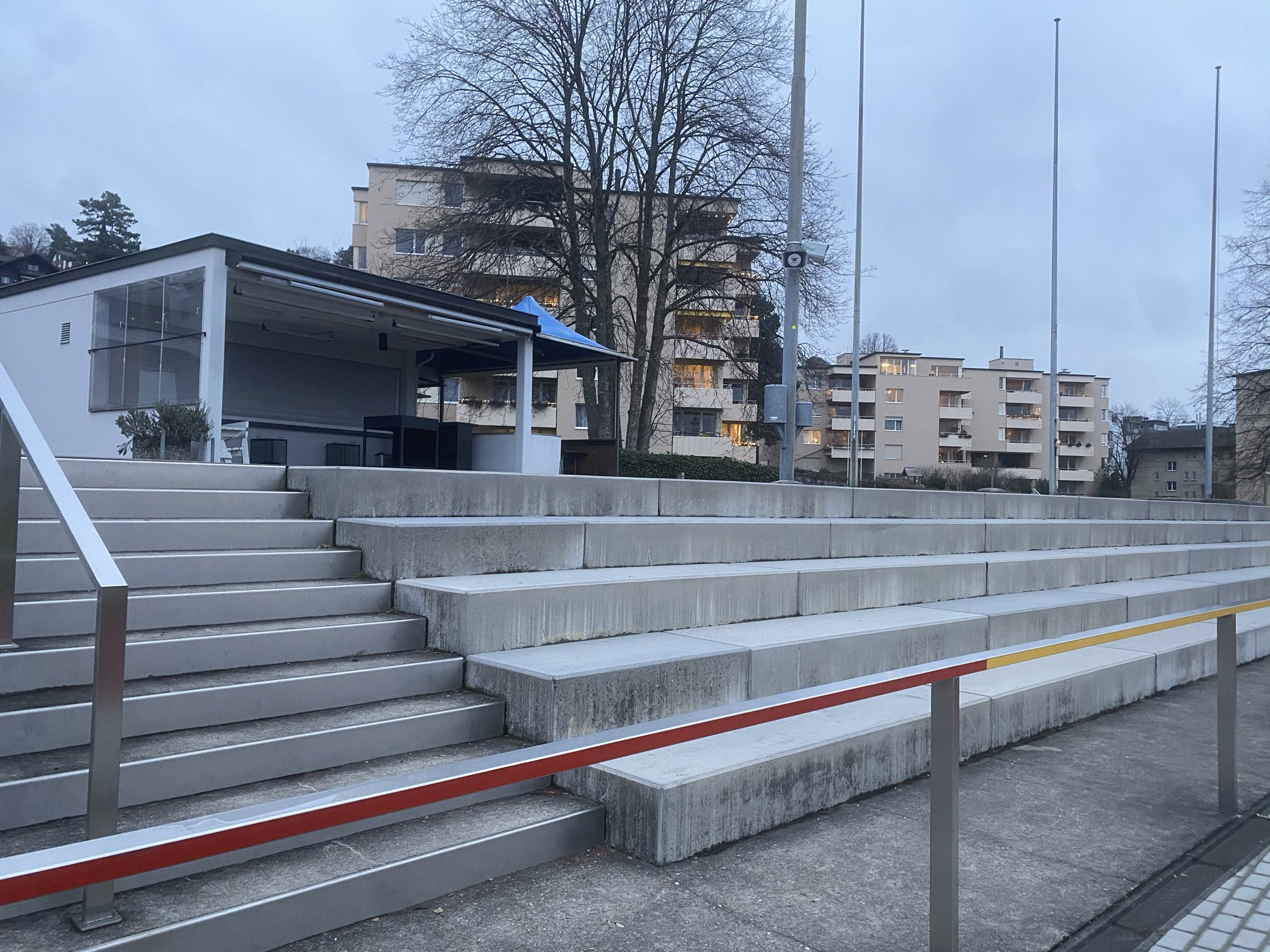
Stehrampe mit dem Imbissstand (2021)